# Ferdinando Carulli
Ferdinando Maria Meinrado Francesco Pascale Rosario Carulli (Nápoles, 9 de fevereiro de 1770 – 17 de fevereiro de 1841) foi um dos mais famosos compositores clássicos e violonistas da história, além de ser o autor do  método completo para violão mais conhecido no mundo, o qual continua a ser usado. Foi extremamente profícuo, escreveu mais de 400 obras em 12 anos.

## Biografia
Carulli nasceu em Nápoles. Seu pai, Michele, foi um distinto literato. Como muitos de seus contemporâneos, foi-lhe ensinada a teoria musical por um padre, que também era um músico amador. O primeiro instrumento de Carulli foi o violoncelo, mas quando tinha vinte anos descobriu o violão e dedicou sua vida ao estudo e promoção do mesmo. Como não havia professores de violão em Nápoles, Carulli desenvolveu seu próprio estilo de tocar.
Carulli era um artista talentoso. Suas apresentações em Nápoles eram tão populares que logo iniciou turnê pela Europa. Em 1801 Carulli casou-se com a francesa Marie-Josephine Boyer com quem teve um filho. Anos mais tarde começou a compor em Milão, onde contribuiu com as publicações locais. Após um grande sucesso em Paris, Carulli se mudou para lá. Na época a cidade era conhecida como a "capital mundial da música", onde permaneceu pelo resto de sua vida.
Cumpriu sua meta de fazer o violão famoso e popular entre as classes superiores e os músicos Paris. Foi também em Paris, que publicou a maioria de suas obras, tornando-se seu próprio editor e das obras de outros violonistas proeminentes, incluindo Filippo Gragnani de quem era amigo e que mais tarde dedicou três duetos de violão para Carulli.
Na década de 1830, muitos violonistas europeus seguiram para Paris, aparentemente, "atraídos pela sua personalidade". Com tantos outros músicos em Paris, Carulli trabalhou mais com o ensino, e logo teve membros da nobreza parisiense entre seus alunos.
A grande maioria das obras remanescentes de Carulli são as que foram considerados "seguras" o suficiente para serem aceitas por outros editores, principalmente para o ensino técnico ou para iniciantes. Embora tivesse muitos aluno e admiradores, Carulli começou a acreditar que ele não merecia a sua reputação impressionante, porque a maioria das grandes obras que ele tinha composto nunca foram publicadas.
Focado em peças simples, Carulli escreveu seu método mundialmente famoso de violão clássico, "Harmonia aplicada ao violão". No momento da publicação, o método era muito popular e teve várias reedições.
Mais tarde, Carulli começou a projetar mudanças na construção do violão. Com Lacote, um luthier francês, fez alterações significativas para melhorar o som do instrumento.

## Estilo Musical
Carulli foi um dos compositores mais prolíficos do seu tempo. Ele escreveu mais de quatrocentas obras para violão, e muitos outros para diversas combinações de instrumentos, contendo sempre o violão. Sua obra mais influente de todas foi o seu "Método, op. 27", publicado em 1810, e ainda hoje amplamente utilizada no treinamento de estudantes de violão clássico. Carulli também compôs algumas peças para violão e piano com seu filho Gustavo. Ele escreveu obras para orquestra de câmara e outros conjuntos.
Violonistas clássicos gravaram muitas de suas obras. Indiscutivelmente a sua peça mais famosa é um dueto de violão e flauta, que foi gravada por Alexandre Lagoya e Jean-Pierre Rampal, embora o Duo Op.34 tenha alcançado fama na Grã-Bretanha como um tema cultuado da ficção científica em "The adventure game" (O Jogo de Aventura - 1980) na TV britânica. O Duo Op. 34 tem muitas versões, sendo a de Julian Bream e John Williams, a mais famosa.

## Os instrumentos utilizados pelo Carulli
Entre os violões usados por Carulli, encontram-se:
- Guitarra, em meados de 1810 [1][2][3]

De acordo com James Bone livro de Philip O violão e bandolim: biografias de jogadores célebres e compositores para esses instrumentos (p. 70, 71), este instrumento foi apresentado por Ferdinando Carulli a seu filho Gustave Carulli. As iniciais GC pode ser visto no instrumento, em ambos os lados da ponte.
- Pierre Rene Lacote, chamado Guitar Décacorde

Carulli trabalhou em conjunto com Lacote para criar o Décacorde (10 cordas). Existe uma patente para o instrumento. Especula-se que a "invenção" original e patente visava violonistas amadores. Na configuração de patente só as 5 cordas de baixo eram desgastadas. Por outro lado, existem outras configurações, de 6 ou 7, e diz-se que os Décacordes foram usados profissionalmente.

### Publicações
- Catálogo temático de ópera de Ferdinando Carulli (Mario Torta, Ed. LIM)
- Ferdinando Carulli (1770-1841) : profilo biografico-critico e catalogo tematico delle opere con numero (con cenni sulla formazione della chitarra esacorde ed elementi di metodologia bibliografica); Doctoral thesis by Mario Torta; (Università degli studi di Roma, La Sapienza; 1989)

### Partituras
- Rischel & Birket-Smith's Collection of guitar music Det Kongelige Bibliotek, Denmark
- Boije Collection The Music Library of Sweden
- Free Scores for Guitar by Ferdinando Carulli fingered by Eythor Thorlaksson
- Obras de Ferdinando Carulli no International Music Score Library Project
- Free scores Mutopia Project

### Imagens de Carulli
- Images (Gallica)